# La Almudaina királyi palota
A La Almudania királyi palota a Spanyolországhoz tartozó Palma de Mallorca egyik 14. századi műemléke, a spanyol királyi család egyik hivatalos rezidenciája. Egy (kisebb) része turisták számára is látogatható.

## Története
Ott, ahol a mai palota áll, már a római korban is létezett település, és feltehetőleg azóta is itt összpontosult a szigetet irányító hatalom. Léteznek források, amelyek egy arab alcazabára hivatkoznak, amely a 12. és 13. században állt itt, és amelynek részletei még a mai épületben is felfedezhetőek. A palota 1305 és 1314 között épült II. Jakab mallorcai király számára, majd a 14. század első felében a mallorcai uralkodók udvartartásának központjául szolgált. II. Fülöp óta a királyi Audiencia székhelye volt, de szolgált az idők során alkirályi rezidenciául és a királyi örökséget kezelő szerv helyi adminisztrációs központjául is. A 21. században ez a palota a spanyol királyi család hivatalos rezidenciája, amikor az uralkodó Mallorcára látogat.
A 20. század elején Gaspar Bennazar tervei alapján részben átépítették, de végeztek rajta felújításokat az 1960-as, az 1970-es és az 1980-as években is.

## Leírás
A palota Mallorca szigetének legnagyobb városában, Palma de Mallorcában található, azon belül is a történelmi városközpont déli, tengerparthoz közel eső részén. A közvetlenül mellette (tőle keletre) található Szűz Mária-székesegyházzal együtt a városkép legmeghatározóbb épülete.
Belső udvara, a Patio de Honor vagy Patio de Armas a királyi család hivatalos fogadásainak helyszíne. Muzulmán múltjára egy fehér márványból készült oroszlánszobor emlékeztet. Egykor arab fürdő is működött az épületben, amelyet a korábbi alcazabában lakó válik használtak magáncélokra. A fürdő három részre volt osztva: hideg, langyos és forró termekre. A palota ma is leglátványosabb része a nagy vagy gótikus terem: két neve méretére és stílusára utal. Még a 14. század elején, II. Jakab idején épült, és különféle ünnepségeket rendeztek benne, valamint követek fogadására használták. II. Fülöp idején átalakították. Szintén figyelmet érdemel a palotához tartozó, Szent Annáról elnevezett királyi kápolna.
Minden hónap utolsó szombatján pontban déli 12 órakor látványos díszőrségváltást tartanak a palota előtt. A mintegy 20 katona az 1808-as palmai önkéntes hadsereg egyenruháját viseli, régi puskákat és szablyákat tartanak a kezükben.

## Képek

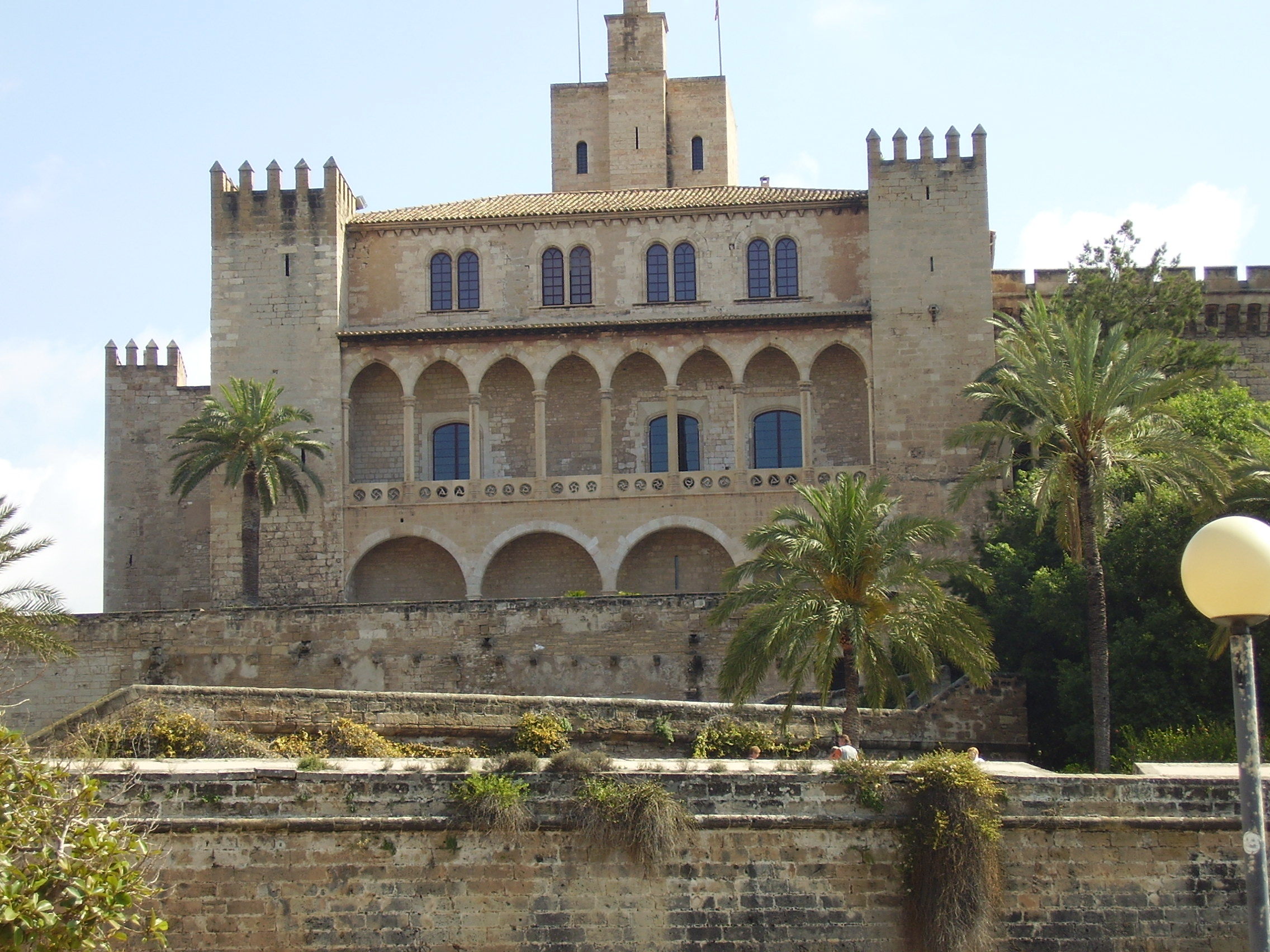
A palota látványa
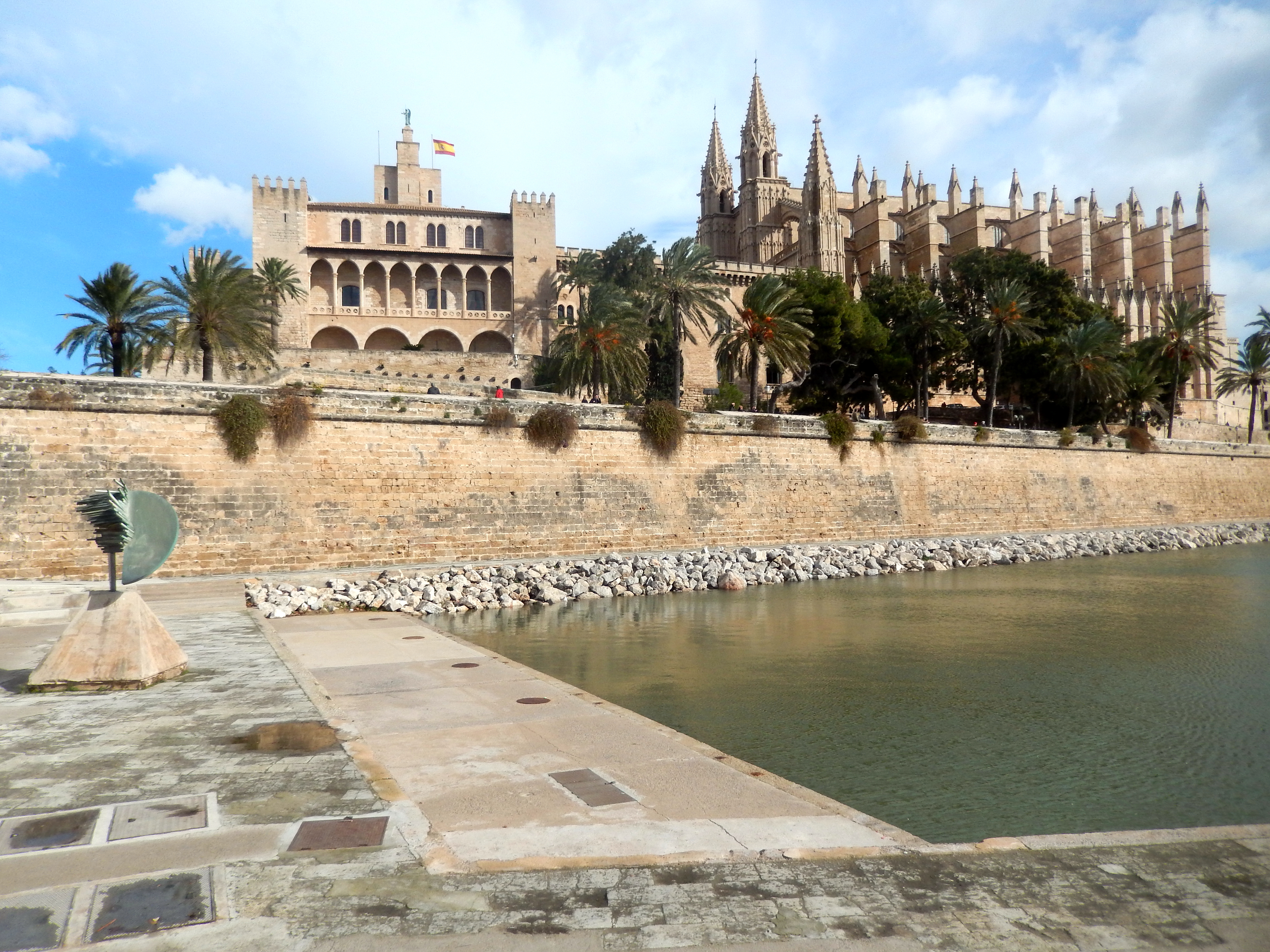
A palota és a székesegyház
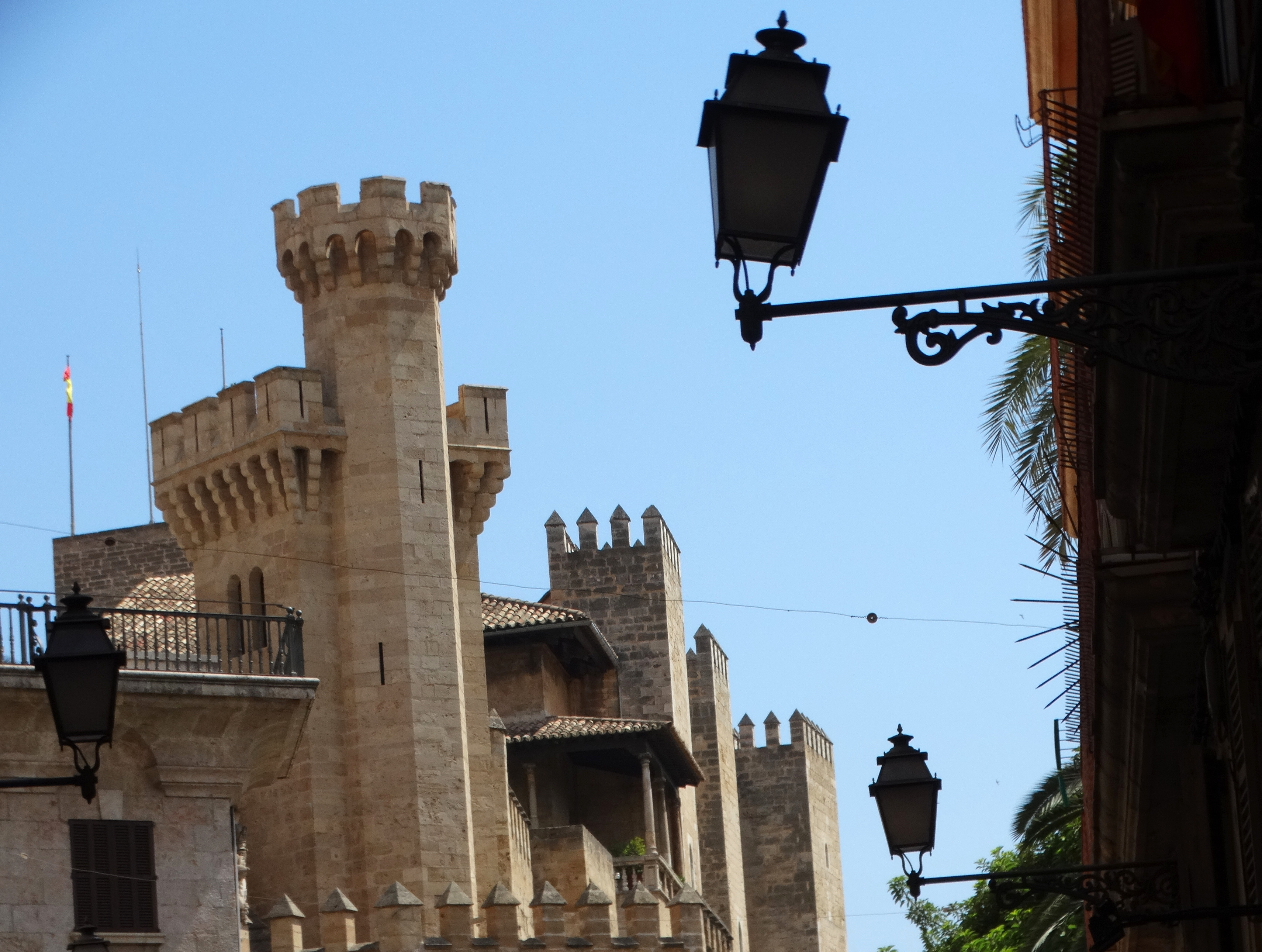
Tornyok
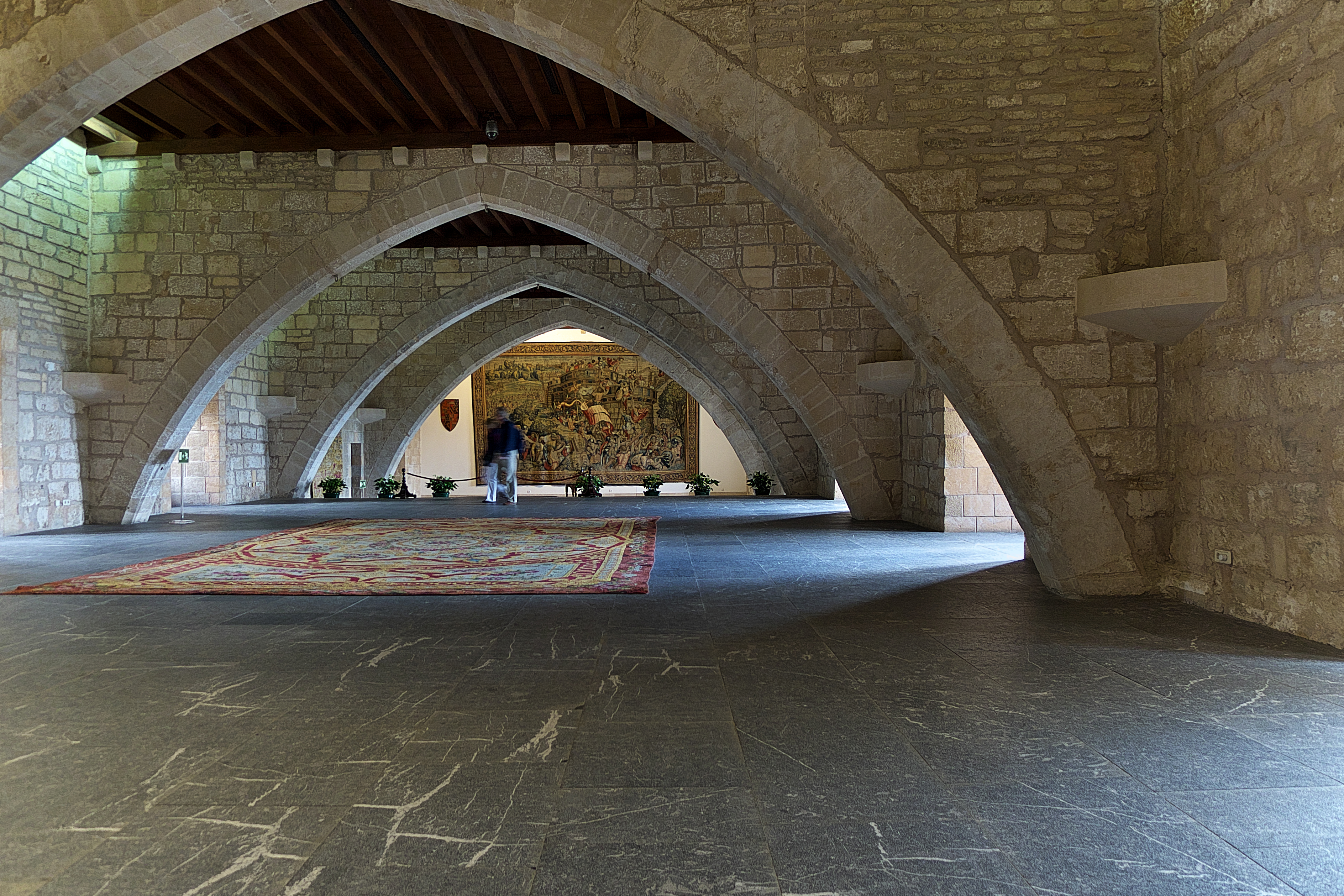
A gótikus terem